# Buerarema (kommun)
Buerarema är en kommun i Brasilien.   Den ligger i delstaten Bahia, i den östra delen av landet, 900 km öster om huvudstaden Brasília. Antalet invånare är 18 622.
Följande samhällen finns i Buerarema:
- Buerarema

I omgivningarna runt Buerarema växer i huvudsak städsegrön lövskog. Runt Buerarema är det ganska glesbefolkat, med 28 invånare per kvadratkilometer.